# Montevideo (Minnesota)
Montevideo /ˌmɒntəˈvɪdi.oʊ/ è un comune (city) degli Stati Uniti d'America e capoluogo della contea di Chippewa nello Stato del Minnesota. La popolazione era di 5 383 persone al censimento del 2010.

## Geografia fisica
Secondo lo United States Census Bureau, ha un'area totale di 4,85 miglia quadrate (12,56 km²).

## Società

### Evoluzione demografica
Secondo il censimento del 2010, c'erano 5 383 persone.

### Etnie e minoranze straniere
Secondo il censimento del 2010, la composizione etnica della città era formata dal 92,0% di bianchi, lo 0,6% di afroamericani, lo 0,7% di nativi americani, lo 0,5% di asiatici, il 4,6% di altre razze, e l'1,5% di due o più etnie. Ispanici o latinos di qualunque razza erano l'8,4% della popolazione.

## Amministrazione

### Gemellaggi
- Montevideo